# Legio I Adjutrix
Legio I Adjutrix (I Допоміжний легіон) — римський легіон часів імперії. У I ст. отримав прізвисько Pia Fidelis Bis («двічі священний і вірний»). На початку III століття мав титул Constans («Постійний»).

## Історія
Легіон був створений імператором Нероном у 68 році незадовго до смерті. Його почали формувати з моряків Мізенського флоту. Спочатку Нерон збирався назвати легіон I Classica. Після сходження на трон Гальби процес створення легіону було завершено й дано назву «Adjutrix», тобто Допоміжний. Це вказує на окрему частину, створену у важкий момент для надання допомоги регулярним військам. Вперше легіон згадується в 68 році у військовій грамоті.
У 69 році після загибелі імператора Гальби легіон перейшов на бік Отона. Він запекло боровся за нього у битві біля Бедріаку проти Вітеллія, але був переможений. Після цього Вітеллій відправив його до Іспанії. Тут того ж року легіон перейшов на бік нового претендента Веспасіана, його приєднання захопило за собою і два інших іспанських легіони — VI Victrix і X Gemina. У 70 році він брав участь у війні проти Цивіліса та племені батавів.
Там він і залишився, зайнявши табір в Монгунтіаку Майнці (сучасне м. Майнц, Німеччина), потім стояв у Табернах (сучасне м. Рейнцборн) та наостанок у Аква Маттіакор (сучасне м. Вісбаден). В цей час він вирушав або посилав свої окремі підрозділи на війну імператора Доміціана проти хаттів у 83 році. У 86 році повернувся до Монгутіаку. Тут незабаром його очолив Траян (майбутній імператор). Під його орудою у 88 році легіон брав участь у придушення змови Антонія Сатурніна.  У 97 році був у поході імператора Нерви проти свевів.
Брав участь у війні проти даків, залишивши Германію на самому початку кампанії у 101 році, потім, між двома походами з 102 до 105 року, розміщувався в Апулі, звідки повернувся назад після закінчення другої війни у 106 році і перетворення Дакії в провінцію. Там він залишався до 114 року. Його було відправлено до Верхньої Паннонії, де стояв у Брегеціоні (сучасне м. Шьон, Угорщина). Тут він стояв табором аж до падіння Римської імперії.
Разом з іншими легіонами з Паннонії, він брав участь у боротьбі, яка велася на Дунаї в другій половині II ст. і першій половині III ст. Був учасником обох Першої та Другої Маркоманської війн (171—175 роки) за часів імператора Марка Аврелія.
У 193 році підтримав претендента на трон Септимія Севера. У 195 та 197—198 роках брав участь у парфянській кампанії імператора Септимія Севера. У 198 році повертається до Паннонії. У 208 році брав участь у поході Септимія Севера до північної Британії.
У 215—217 роках був у складі армії імператора Каракалли, що рушив проти Парфії. Згодом брав участь у поході імператора Максиміана Фракійця проти даків у 237 році. У 244 році — учасник перського походу Гордіана III. Був серед легіонів, що користувалися прихильністю імператора Галлієна.
Надалі постійно розташовувався у Паннонії, де забезпечував захист північно-східних кордонів імперії від германських племен. Завершив своє існування близько 444 року.